# Nonsard-Lamarche
Nonsard-Lamarche è un comune francese di 138 abitanti situato nel dipartimento della Mosa nella regione del Grand Est.

## Società

### Evoluzione demografica
Abitanti censiti